# Ypsilon Draconis
Ypsilon Draconis (υ Draconis, förkortat Ypsilon Dra, υ Dra) som är stjärnans Bayerbeteckning, är en spektroskopisk dubbelstjärna, med en omlopsperiod 258,48 dygn och excentricitet på 0,21, belägen i nordöstra delen av stjärnbilden Draken. Den har en skenbar magnitud på 4,83 och är svagt synlig för blotta ögat. Baserat på parallaxmätning inom Hipparcosuppdraget på ca 9,48 mas, beräknas den befinna sig på ett avstånd av ca 340 ljusår (105 parsek) från solen. På det beräknade avståndet minskar stjärnans skenbara magnitud med en skymningsfaktor på 0,02 på grund av mellanliggande stoft.

## Egenskaper
Den primära komponenten av Ypsilon Draconis är en orange till röd utvecklad jättestjärna av spektralklass K0 III. Den är en misstänkt bariumstjärna, vilket kan betyda att följeslagaren, komponent B, är en vit dvärgstjärna. Den uppmätta vinkeldiametern hos den primära komponenten, efter korrigering för randfördunkling, är 1,69 ± 0,02 mas. Ypsilon Draconis har en massa som är omkring dubbelt så stor solens massa och en radie som är 19 gånger solens. Den uppskattas vara 1,37 miljarder år gammal och avger 2,23 gånger mer energi än solen från sin fotosfär vid en effektiv temperatur på 4 561 K.